# Lista de prêmios e indicações recebidos por American Horror Story
American Horror Story é uma série de televisão norte-americana de terror-drama criada e produzida por Ryan Murphy e Brad Falchuk, estreou em 5 de outubro de 2011 no canal FX. É uma série de antologia e cada temporada segue uma história independente e com seus próprios personagens, como uma minissérie, tendo seu início, meio e fim. Todavia, é notável que as histórias estão interconectadas, de algum modo, por exemplo, na temporada Freak Show, a atriz Lily Rabe interpreta a mesma personagem da temporada Asylum. Esse fato se repetiu diversas vezes, a maioria com a atriz Sarah Paulson interpretando personagens anteriores. A temporada Apocalypse, no episódio "Return to Murder House", homenageia a temporada Murder House e traz novamente personagens da primeira temporada.
Desde sua estreia, American Horror Story, rendeu diversas críticas positivas e foi indicada a uma grande variedade de indicações em diferentes categorias, incluindo dezenove indicações dos Prêmios Critics' Choice (com quatro vitórias), noventa e quatro Emmy Awards (16 vitórias), nove Globo de Ouro (duas vitórias), seis People's Choice Awards (uma vitória), onze Satellite Awards (três vitórias) e vinte e seis Saturn Awards (nenhuma vitória).
A atriz Jessica Lange, que protagonizou quatro temporadas, foi a atriz da franquia que mais recebeu prêmios por sua performance. James Cromwell, que participou de Asylum, interpretando Dr. Arthur Arden e Kathy Bates, que participou de quatro temporadas, junto de Lange, foram os únicos atores a ganharem prêmios Emmy.

## Prêmios e indicações para o elenco
| Intérprete             | Indicações             | Prêmios                |
| Indicados e vencedores | Indicados e vencedores | Indicados e vencedores |
| ---------------------- | ---------------------- | ---------------------- |
| Jessica Lange          | 31                     | 11                     |
| Sarah Paulson          | 19                     | 6                      |
| Kathy Bates            | 11                     | 1                      |
| Lady Gaga              | 6                      | 2                      |
| Zachary Quinto         | 5                      | 2                      |
| Finn Wittrock          | 4                      | 1                      |
| James Cromwell         | 3                      | 1                      |
| Somente indicados      |                        |                        |
| Angela Bassett         | 12                     | 0                      |
| Evan Peters            | 8                      | 0                      |
| Frances Conroy         | 6                      | 0                      |
| Adina Porter           | 3                      | 0                      |
| Denis O'Hare           | 5                      | 0                      |
| Lily Rabe              | 3                      | 0                      |
| Wes Bentley            | 2                      | 0                      |
| Connie Britton         | 2                      | 0                      |
| Dylan McDermott        | 2                      | 0                      |
| Thomas Barbusca        | 1                      | 0                      |
| Michael Chiklis        | 1                      | 0                      |
| Dalton E. Gray         | 1                      | 0                      |
| Neil Patrick Harris    | 1                      | 0                      |
| Danny Huston           | 1                      | 0                      |
| Leslie Jordan          | 1                      | 0                      |
| John Carrol Lynch      | 1                      | 0                      |
| Toby Nichols           | 1                      | 0                      |
| Gabourey Sidibe        | 1                      | 0                      |

## Prêmios e indicações por temporada
| Temporada      | Indicações   | Prêmios      |
| -------------- | ------------ | ------------ |
| Murder House   | 65           | 19           |
| Asylum         | 89           | 28           |
| Coven          | 74           | 14           |
| Freak Show     | 76           | 21           |
| Hotel          | 64           | 20           |
| Roanoke        | 23           | 5            |
| Cult           | 25           | 3            |
| Apocalypse     | 20           | 5            |
| 1984           | 9            | 2            |
| Double Feature | 5            | 2            |
| NYC            | 2            | 0            |
| Delicate       | Por anunciar | Por anunciar |

## Prêmios e indicações

### American Film Institute Awards
| Ano  | Associação              | Categoria                     | Trabalho indicado             | Resultado |
| ---- | ----------------------- | ----------------------------- | ----------------------------- | --------- |
| 2013 | American Film Institute | 10 Melhores programas de 2012 | American Horror Story: Asylum | Venceu    |

### Art Directors Guild Awards
| Ano  | Associação                | Categoria                                                 | Trabalho indicado                                                            | Resultado |
| ---- | ------------------------- | --------------------------------------------------------- | ---------------------------------------------------------------------------- | --------- |
| 2013 | Art Directors Guild Award | Excelência em design de Produção: Telefilme ou Minissérie | Designer de produção: Mark Worthington (Episódio: "I Am Anne Frank, Part 2") | Venceu    |

### Emmy Awards
Em 2012, American Horror Story foi indicada para 17 Emmy Awards, mais que qualquer outra série (excluindo Mad Men com 17 indicações).
| Ano                                 | Categoria                                                                  | Indicado(s) | Resultado |
| ----------------------------------- | -------------------------------------------------------------------------- | --- | --------- |
| Emmy Awards 2012                    | Melhor minissérie                                                          | American Horror Story | Indicado  |
| Emmy Awards 2012                    | Melhor atriz em minissérie ou filme                                        | Connie Britton | Indicado  |
| Emmy Awards 2012                    | Melhor atriz coadjuvante em minissérie ou filme                            | Jessica Lange | Venceu    |
| Emmy Awards 2012                    | Melhor atriz coadjuvante em minissérie ou filme                            | Frances Conroy | Indicado  |
| Emmy Awards 2012                    | Melhor ator coadjuvante em minissérie ou filme                             | Denis O'Hare | Indicado  |
| Creative Arts Primetime Emmy Awards | Outstanding Art Direction for a Miniseries or Movie                        | Episódio: Open House - Mark Worthington, Edward L. Rubin and Ellen Brill                                                                                    | Indicado  |
| Creative Arts Primetime Emmy Awards | Outstanding Art Direction for a Miniseries or Movie                        | Episódio: Pilot - Beth Rubino, Charles M. Lagola & Ellen Brill                                                                                              | Indicado  |
| Creative Arts Primetime Emmy Awards | Outstanding Casting for a Miniseries, Movie, or a Special                  | Robert Ulrich and Eric Dawson | Indicado  |
| Creative Arts Primetime Emmy Awards | Outstanding Costumes for a Miniseries, Movie or a Special                  | Chrisi Karvonides and Conan Castro | Indicado  |
| Creative Arts Primetime Emmy Awards | Outstanding Single-Camera Picture Editing for a Miniseries or a Movie      | Fabienne Bouville | Indicado  |
| Creative Arts Primetime Emmy Awards | Outstanding Hairstyling for a Miniseries or a Movie                        | Monte C. Haught, Samantha Wade, Melanie Verkins, Natalie Driscoll and Michelle Ceglia                                                                       | Venceu    |
| Creative Arts Primetime Emmy Awards | Outstanding Main Title Design                                              | Kyle WJ Cooper, Juan Ruiz Anchia, Gabriel Diaz and Ryan Murphy.                                                                                             | Indicado  |
| Creative Arts Primetime Emmy Awards | Outstanding Makeup for a Miniseries or a movie                             | Eryn Krueger Mekash, Kim Ayers, Silvina Knight and D. Garen Tolkin                                                                                          | Indicado  |
| Creative Arts Primetime Emmy Awards | Outstanding Prosthetic Makeup for a Series, Miniseries, Movie or a Special | Eryn Krueger Mekash, Hiroshi Yada, Michael Mekash, Christopher Nelson, Kim Ayers, Christien Tinsley and Jason Hamer                                         | Indicado  |
| Creative Arts Primetime Emmy Awards | Outstanding Sound Editing for a Miniseries, Movie or a Special             | Gary Megregian, David Klotz, Steve M. Stuhr, Jason Krane, Jason Lezama, Timothy Cleveland, Bruce Tanis, Simon Coke, Zane Bruce, Jeff Gunn and Lance Wiseman | Indicado  |
| Creative Arts Primetime Emmy Awards | Outstanding Sound Mixing for a Miniseries or Movie                         | Sean Rush, Joe Earle and Doug Andham | Indicado  |
| Creative Arts Primetime Emmy Awards | Outstanding Stunt Coordination                                             | Tim Davison | Indicado  |

### GLAAD Media Awards
| Ano  | Categoria                           | Indicado(s)                   | Resultado |
| ---- | ----------------------------------- | ----------------------------- | --------- |
| 2013 | Outstanding TV Movie or Mini-Series | American Horror Story: Asylum | Venceu    |

### Prêmios Globo de Ouro
| Year | Category                                           | Nominee(s)                   | Result   |
| ---- | -------------------------------------------------- | ---------------------------- | -------- |
| 2012 | Melhor atriz coadjuvante em televisão              | Jessica Lange                | Venceu   |
| 2012 | Melhor série dramática                             | American Horror Story        | Indicado |
| 2013 | Melhor atriz em minissérie ou filme para televisão | Jessica Lange                | Indicado |
| 2014 | Melhor atriz em minissérie ou filme para televisão | Jessica Lange                | Indicado |
| 2014 | Melhor minissérie ou filme para televisão          | American Horror Story: Coven | Indicado |
| 2016 | Melhor minissérie ou filme para televisão          | American Horror Story: Hotel | Indicado |
| 2016 | Melhor atriz em minissérie ou filme para televisão | Lady Gaga                    | Venceu   |

### Golden Reel Awards
| Ano  | Categoria                                                            | Trabalho                          | Resultado |
| ---- | -------------------------------------------------------------------- | --------------------------------- | --------- |
| 2013 | Best Sound Editing: Short Form Sound Effects and Foley in Television | Episódio: "Welcome to Briarcliff" | Venceu    |

### Horror Writers Association
| Ano  | Associação                                   | Categoria                            | Indicado(s)                    | Resultado |
| ---- | -------------------------------------------- | ------------------------------------ | ------------------------------ | --------- |
| 2011 | Horror Writers Association Bram Stoker Award | Superior Achievement in a Screenplay | Jessica Sharzer ("Afterbirth") | Venceu    |

### Motion Picture Sound Editors Society
| Ano  | Associação        | Categoria                                                            | Indicado(s)                       | Resultado |
| ---- | ----------------- | -------------------------------------------------------------------- | --------------------------------- | --------- |
| 2013 | Golden Reel Award | Best Sound Editing: Short Form Sound Effects and Foley in Television | Episódio: "Welcome to Briarcliff" | Venceu    |

### Satellite Awards
| Ano  | Categoria                                                     | Indicados(s)                  | Resultado |
| ---- | ------------------------------------------------------------- | ----------------------------- | --------- |
| 2011 | Outstanding Performance in a Television Series                | Jessica Lange                 | Venceu    |
| 2011 | Melhor Gênero de Série                                        | American Horror Story         | Venceu    |
| 2012 | Best Supporting Actor - Series, Miniseries or Television Film | Evan Peters                   | Indicado  |
| 2012 | Melhor Gênero de Série                                        | American Horror Story: Asylum | Indicado  |

### Screen Actors Guild Awards
| Ano  | Categoria                       | Indicado(s)   | Resultado |
| ---- | ------------------------------- | ------------- | --------- |
| 2012 | Melhor atriz em série dramática | Jessica Lange | Venceu    |
| 2013 | Melhor atriz em série dramática | Jessica Lange | Indicado  |
| 2014 | Melhor atriz em série dramática | Jessica Lange | Indicado  |

### TCA Awards
| Ano  | Categoria                       | Indicados(s)  | Resultado |
| ---- | ------------------------------- | ------------- | --------- |
| 2012 | Individual Achievement in Drama | Jessica Lange | Indicado  |

### Saturn Awards
| Ano  | Categoria                               | Indicado(s)                   | Resultado |
| ---- | --------------------------------------- | ----------------------------- | --------- |
| 2012 | Best Syndicated/Cable Television Series | American Horror Story         | Indicado  |
| 2012 | Melhor Ator na Televisão                | Dylan McDermott               | Indicado  |
| 2012 | Melhor Atriz na Televisão               | Jessica Lange                 | Indicado  |
| 2012 | Melhor atriz coadjuvante na Televisão   | Frances Conroy                | Indicado  |
| 2012 | Melhor ator convidado na Televisão      | Zachary Quinto                | Indicado  |
| 2013 | Best Syndicated/Cable Television Series | American Horror Story: Asylum | Indicado  |
| 2013 | Melhor atriz na Televisão               | Sarah Paulson                 | Indicado  |
| 2013 | Melhor atriz coadjuvante na Televisão   | Jessica Lange                 | Indicado  |